# Мукушев, Алексей Константинович
Алексей Константинович Мукушев (род. 3 августа 1961 года, Казахстан) — эмальер, лауреат международных премий, с 1992 года член союза художников России.

## Биография
Родился 3 августа 1961 года в Казахстане. В семье, помимо него, было четверо детей: братья и сестра.

## Становление как художника

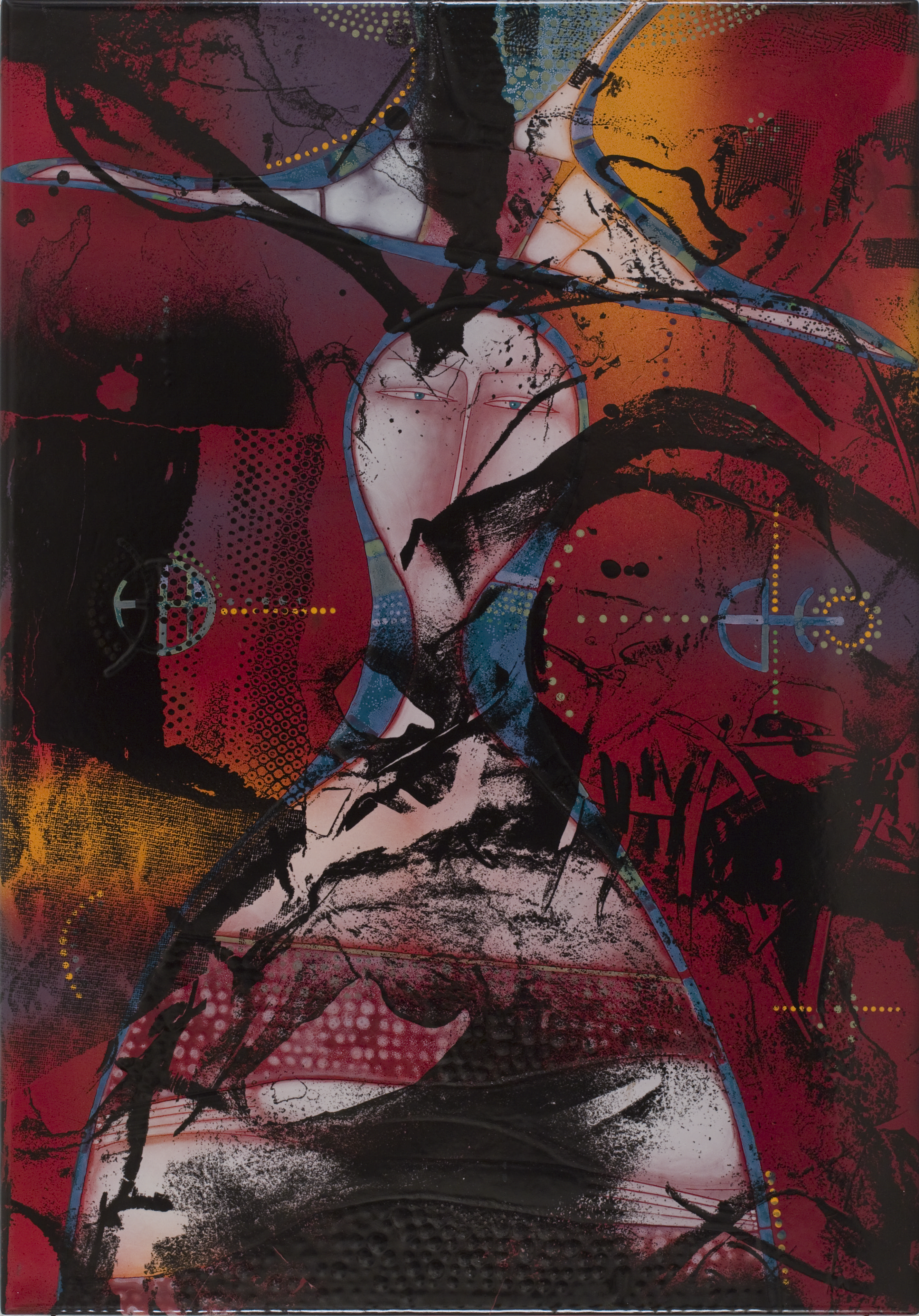
Фигура с птицей (медь, горячая эмаль)

Мукушев вырос в творческой семье: отец рисовал, бабушка была мастерицей войлочного творчества. Все братья окончили художественное училище, но лишь Мукушев пошел дальше и стал заниматься этим профессионально. Рисовать он начал уже в возрасте 3-4 лет.
В 1991 году окончил Санкт-Петербургскую государственную художественно-промышленную академию имени А. Л. Штиглица.
С 1992 — член союза художников России.
С 2008 — член Творческого Союза художников России.

## Выставки
1989—1991 — Международная выставка горячей эмали. Музей ДПИ. Москва.
1995 — Персональная выставка. Галерея «Гильдия мастеров». Санкт-Петербург.
1996 — Симпозиум. Международная выставка горячей эмали. Кечкемет — Венгрия. Высшая премия.
1996 — Персональная выставка. Центральный дом художника. Москва.
1997 — Симпозиум. Международная выставка горячей эмали. Кечкемет — Венгрия. Высшая премия.
1998 — Персональная выставка. Германо-Российский центр. Санкт-Петербург.
1998 — Симпозиум. Международная выставка горячей эмали. Кечкемет — Венгрия. Высшая премия.
1998 — Международная выставка, конкурс «Наши имена». Награждён дипломом «Ювелирное и оружейное искусство России на рубеже веков». Москва.
1999 — Персональная выставка. Музей хлеба. Санкт-Петербург.
1999 — Симпозиум. Международная выставка горячей эмали. Кечкемет — Венгрия. Высшая премия.
2000 — Симпозиум. Международная выставка горячей эмали. Кечкемет — Венгрия. Высшая премия.
2001 — Аукцион произведений искусства «Питерс», Санкт-Петербург.
2001 — Симпозиум. Международная выставка горячей эмали. Кечкемет — Венгрия.
2001 — Международная выставка National Handgrafts and Handicrafts Museum, New Delhi — India, National gallery of Modern Art. Мумбаи, Индия.
2001 — 1st International Enamel Triennial of Budafok, Будапешт — Венгрия, Гран-при. Высшая премия.
2001 — Персональная выставка горячей эмали, REERSØ — Дания.
2002 — Международная выставка горячей эмали. Кечкемет — Венгрия.
2003 — Международная выставка горячей эмали. Кечкемет — Венгрия.
2004 — 2nd international Enamel Triennial of Budafok, Будапешт — Венгрия.
2005 — Персональная выставка «Солнце Венгрии в Петербурге», галерея Арт-аллея, Санкт-Петербург.
2005 — Международная выставка горячей эмали. H.C. Andersen a Korsör-I várban, Дания.
2005 — Симпозиум. Международная выставка горячей эмали. Кечкемет — Венгрия.
2006 — Giraefe . 6 emes recontres internationals de I’ émail, Morez — France.
2007 — 3rd international Enamel Triennial of Buddafok. Будапешт — Венгрия.
2007 — Современная горячая эмаль. Российская академия художеств, Музей прикладного искусства Санкт-Петербургской государственной художественно-промышленной академии им. А. Л. Штиглица, галерея искусств Зураба Церетели, Санкт-Петербург — Москва.
2007 — El NU VII exposicio international EI Mon de I Esmalt, Salou — Espanola.
2008 — Персональная выставка «Солнце Венгрии в Санкт Петербурге» , Санкт-Петербургский Союз художников России, Большой зал.
2008 — Всероссийская выставка. Петропавловская крепость — «Эмальерные фантазии», Государственный музей истории Санкт-Петербурга.
2009 — Персональная выставка «Солнце Венгрии в Санкт-Петербурге» СПбТСХ -IFA.
2009 — Giraefe — 7 emes recontres internationals de l’ email. France — Morez.
2009 — The 42nd international Exhibition of Japan Enamelling Artist association, Tokyo — Japan «Award for Excellence».
2010 — Персональный проект: Музей прикладного искусства Санкт-Петербургской государственной художественно-промышленной академии им. А. Л. Штиглица.
2011 — The 44h international Exhibition of Japan Enamelling Artist Association at the Ueno Royal Museum. Award for Artistic Work and Special Award.
2011 — Персональный проект галерея «Стекло Росвуздизайн».
2012 — Персональная выставка, Санкт-Петербург В. О. Библиотека Л. Н. Толстого.
2012 — Персональная выставка: антикварный салон, Фонтанка 24.
2012 СПбТСХ — IFA-Выставка ДПИ.
2012 — II Международная биеннале искусства эмали «Солнце для всех»
2012—2013 Передвижная выставка по России, СПбТСХ — IFA.

## Стиль творчества и отношение к искусству
Сам художник описывает свой стиль как национальный абстракционизм, супрематизм, конструктивно-пластический дизайн. Предпочтение отдает технике горячей эмали, масляной живописи, графике и скульптуре. Главными ориентирами в работе считает язычество и православие. В своём творчестве в технике горячей эмали наиболее важным Алексей Мукушев считает период с 1996 по 2012 года и создание образов половецких данай и тем символики соляных знаков.

«Искусство для меня — это жизнь. И оно требует определенных жертв. Ты должен отдавать себя этому до конца, только тогда обыденная жизнь превратится в сказочный мир. Это тяжело, но тем не менее я пытаюсь так жить. Мои творческие работы — это мои дети». (Алексей Мукушев, 2013 год)